# Контрада Паоло Борзелино (Л'Аквила)
Контрада Паоло Борзелино (итал. Contrada Paolo Borsellino) је насеље у Италији у округу Л'Аквила, региону Абруцо.
Према процени из 2011. у насељу је живело 30 становника. Насеље се налази на надморској висини од 873 м.